# Marine City
Marine City è un comune degli Stati Uniti d'America, situato nello Stato del Michigan, nella contea di St. Clair.